# Жорди Савал
Жорди Савал и Бернадет (на каталонски: Jordi Savall i Bernadet, роден 1941, в Игуалада, Каталуния) е каталунски цигулар, композитор и диригент.
Той е сред основните фигури по отношение на ранната музика още от 1970 г., основно признат за това, че връща цигулгата viola da gamba отново на сцена. Неговият репертоар варира от Средновековие до Ренесанс и Барок.